# جمینای (بات مکالمه)
جمینای (به انگلیسی: Gemini) یا سابقاً بارد (به انگلیسی: Bard) یک بات مکالمه است که توسط شرکت گوگل توسعه یافته است. این بات مکالمه بر پایهٔ مدل زبانی لمدا توسعه داده شده و رقیب مستقیم چت‌جی‌پی‌تی محسوب می‌شود. گوگل همچنین روی صفحهٔ جدیدی برای جست‌وجو در وب کار می‌کند که احتمالاً از فرمت پرسش و پاسخ بهره خواهد گرفت. باور عمومی بر این است که گوگل به‌لطف دانش متخصصانش، در حوزهٔ هوش مصنوعی پیشرفت‌هایی مشابه سایر شرکت‌های برجسته تجربه کرده، با این‌حال غول آمریکایی صنعت فناوری تاکنون با اتکا بر رهنمودهایی محدودکننده سراغ استفاده از هوش مصنوعی رفته است.

## تاریخچه
ظهور چت‌جی‌پی‌تی توسط اوپن‌ای‌آی، زنگ خطر را برای گوگل به صدا درآورد و این شرکت را بر آن داشت تا با سرعت بیشتری به توسعه مدل‌های زبانی خود بپردازد. گوگل که پیش از این مدل LaMDA را در دست توسعه داشت، با ظهور چت‌جی‌پی‌تی، تلاش‌های خود را برای تجاری‌سازی و بهبود این مدل شدت بخشید. همچنین، این شرکت پروژه‌های جدیدی را برای رقابت مستقیم با چت‌جی‌پی‌تی آغاز کرد و مدیران ارشد گوگل نیز به صورت مستقیم در این رقابت دخیل شدند. به‌طور کلی، این متن نمایانگر رقابت شدید و فشرده بین دو غول فناوری در حوزه هوش مصنوعی است.
جمینای، مدل زبانی بزرگ گوگل، مسیری طولانی را تا رسیدن به جایگاه فعلی خود طی کرده است. ریشه‌های جمینای را می‌توان در مدل قبلی گوگل، یعنی بارد، جستجو کرد. بارد به عنوان یک دستیار هوش مصنوعی معرفی شد که قادر به تولید متن بود، اما با گذشت زمان و پیشرفت‌های تکنولوژی، گوگل تصمیم گرفت تا مدل خود را ارتقا دهد.
با توجه به نیاز به یک مدل قدرتمندتر و همه‌کاره‌تر، گوگل به سمت توسعهٔ جمینای حرکت کرد. جمینای از نظر معماری و توانایی‌های پردازشی نسبت به بارد بسیار پیشرفته‌تر است. این مدل قادر است طیف گسترده‌ای از وظایف را انجام دهد، از جمله تولید متن، ترجمه زبان‌ها، نوشتن کدهای برنامه‌نویسی، و حتی ایجاد آثار هنری.
توسعهٔ جمینای به صورت مرحله‌ای انجام شده است. گوگل نسخه‌های مختلفی از این مدل را منتشر کرده که هر یک دارای ویژگی‌ها و قابلیت‌های خاص خود هستند. با هر به‌روزرسانی، جمینای توانمندتر شده و به یک رقیب جدی برای سایر مدل‌های زبانی بزرگ تبدیل شده است. امروزه، جمینای به عنوان یکی از پیشرفته‌ترین مدل‌های زبانی در جهان شناخته می‌شود و در بسیاری از محصولات و خدمات گوگل مورد استفاده قرار می‌گیرد.

## تغییر نام از بارد
گوگل برای اینکه بهتر بتواند نشان دهد که این مدل هوش مصنوعی در محصولات و خدمات مختلف آن استفاده می‌شود، نام بارد را به جمینای تغییر داد. همچنین، جمینای نشان‌دهندهٔ قوی‌تر بودن این مدل نسبت به مدل‌های قبلی است.

## ویژگی‌های اصلی جمینای
- درک و تولید زبان طبیعی: جمینای می‌تواند به سؤالات پاسخ دهد، متن تولید کند و حتی به زبان‌های مختلف ترجمه کند.
- درک کد: جمینای می‌تواند کدهای برنامه‌نویسی را درک کند و حتی کدهای جدید بنویسد.
- تحلیل تصویر و ویدئو: جمینای می‌تواند تصاویر و ویدئوها را تحلیل کرده و اطلاعات مفیدی از آن‌ها استخراج کند.
- پردازش صدا: جمینای می‌تواند صدا را تشخیص داده و آن را به متن تبدیل کند.

### کاربردهای جمینای
- جمینای می‌تواند نتایج جستجو را دقیق‌تر و مرتبط‌تر کند.
- جمینای می‌تواند به عنوان یک دستیار صوتی هوشمند عمل کند.
- جمینای می‌تواند برای ترجمه متن بین زبان‌های مختلف استفاده شود.
- جمینای می‌تواند برای تولید انواع مختلف محتوا مانند مقالات، شعر و داستان استفاده شود.

به‌طور خلاصه، جمینای یک فناوری بسیار قدرتمند است که می‌تواند در آینده در بسیاری از زمینه‌ها مورد استفاده قرار گیرد. این مدل هوش مصنوعی نشان می‌دهد که گوگل در زمینه هوش مصنوعی پیشرفت‌های چشمگیری داشته است.

## معرفی انواع مدل جمینی
- جمینی Gemini 2.0 Flash: جمینی 2.0 فلش یک مدل زبان بزرگ (LLM) است که توسط Google DeepMind توسعه یافته است. این مدل بر اساس معماری Gemini 1.0 ساخته شده است، اما دارای پیشرفت‌های قابل توجهی در زمینه‌های مختلف از جمله: پاسخ‌های دقیق و مرتبط در زمان کمتر، عملکرد بهتر در تولید متن و خلاصه‌سازی متون است. جمینای 2.0 فلش در مرحله آزمایشی است و در دسترس عموم نیست. با این حال Google قصد دارد در آینده نزدیک آن را به صورت عمومی در دسترس قرار دهد.
- جمینی اولترا (Gemini Ultra): قدرتمندترین و پیشرفته‌ترین مدل است. جمینی اولترا درک عمیقی از متن، تصاویر، ویدیوها و صداها دارد. مسئولیت های پیچیده‌ای مانند نوشتن کد، ترجمه متن، تولید محتواهای خلاقانه و حتی حل مسائل پیچیده ریاضی را می‌توانید به این مدل بسپارید.
- جمینی پرو (Gemini Pro): نسخه سبک‌تر و سریع‌تر از اولترا است. اگرچه به اندازه اولترا قدرتمند نیست، اما همچنان قابلیت‌های بسیار خوبی دارد. این مدل برای انجام کارهای روزمره مانند پاسخ به سوالات، خلاصه کردن متن‌ها و ترجمه زبان‌ها بسیار مناسب است.
- جمینی نانو (Gemini Nano): ساده‌ترین و کوچک‌ترین مدل است. به گونه‌ای طراحی شده است که بتواند روی دستگاه‌های تلفن همراه اجرا شود. این مدل برای کارهای ساده مانند تشخیص صدا، ترجمه سریع و پاسخ به سوالات کوتاه بسیار مناسب است.[۷]

## آیا استفاده از گوگل جمینی جمینی هزینه دارد؟
استفاده از نسخه پایه هوش مصنوعی گوگل جمینی کاملا رایگان است اما برای استفاده از نسخه Gemini Advanced باید ماهانه 19.99 دلار پرداخت کنید که مشابه با اشتراک ChatGPT پلاس است. البته گوگل جمینی یک مزیت قابل توجه نسبت به چت جی پی تی پلاس دارد و آن امکان استفاده از Google One با 2 ترابایت فضای ذخیره سازی ابری است.

## رقابت مایکروسافت با گوگل
پس از استفاده مایکروسافت از چت‌جی‌پی‌تی در موتور جستجوی بینگ، گوگل هم از سرویس هوش مصنوعی مشابهی با نام بارد (Bard) رونمایی کرد. سوندار پیچای (مدیرعامل گوگل): بارد (Bard) «سرویس هوش مصنوعی آزمایشی مکالمه‌محوری» است که به سؤالات کاربران پاسخ می‌دهد و در مکالمات شرکت می‌کند. بارد از امروز توسط گروه کوچکی از کاربران قابل‌مشاهده است و در هفته‌های آینده «به‌صورت گسترده‌تر در دسترس عموم مردم قرار خواهد گرفت.»

## بروزرسانی‌ها

### ترجمه به ۴۰ زبان دنیا
گوگل در تاریخ ۱۳ ژوئیه ۲۰۲۳ میلادی اعلام کرد بات مکالمه بارد اکنون به بیش از ۴۰ زبان جدید دنیا ازجمله آلمانی، اسپانیایی، چینی (ساده‌شده/ سنتی)، عربی، هندی و … دردسترس است.